# 돗판 인쇄
돗판 인쇄(일본어: 凸版印刷, 영어: Toppan Printing Co., Ltd.)는 일본의 인쇄 회사이다. 1900년 1월 17일에 설립되었으며 도쿄 증권거래소 1부에 상장되어 있다. 본사는 도쿄도 지요다구 간다이즈미 정에 있다. 주요 사업으로는 출판, 인쇄, 디지털 화상 처리, 액정용 컬러 필터 제조 등이 있다. 다이닛폰 인쇄와 라이벌 관계를 형성하고 있다.